# Pachystoma ludaoense
Pachystoma ludaoense är en orkidéart som beskrevs av Sing Chi Chen och Yi Bo Luo. Pachystoma ludaoense ingår i släktet Pachystoma och familjen orkidéer. Inga underarter finns listade i Catalogue of Life.